# Amarração do Amor
Amarração do Amor é um filme de comédia brasileiro de 2021, dirigido por Caroline Fioratti e escrito pela própria diretora em parceria com Carolina Castro e Marcelo Andrade. O filme conta a história de um casal prestes a se casar que precisa lidar com as diferenças entre famílias e suas respectivas religiões. O filme é protagonizado por Cacau Protásio, Ary França, Samya Pascotto e Bruno Suzano. Foi lançado no Brasil pela Downtown e Paris Filmes em 14 de outubro de 2021.

## Sinopse
Apaixonados, Lucas (Bruno Suzano) e Bebel (Samya Pascotto), decidem oficializar a união. Mal sabem eles que a religião será um ponto de discórdia entre suas respectivas famílias. Enquanto o pai da noiva, Samuel (Ary França), luta para fortalecer as tradições judaicas dentro de casa; Regina (Cacau Protásio), mãe de Lucas, se esforça para que seu filho leve para sua futura família as tradições da umbanda.
O filme é divertido, mostra as diferenças entre famílias e suas respectivas religiões, mas que apesar disso têm algo em comum, o amor. O filme é sobre o amor superando as barreiras religiosas e até mesmo o preconceito. 

## Elenco
- Samya Pascotto como Isabel "Bebel" Goldenberg
- Bruno Suzano como Lucas Santos
- Ary França como Samuel Goldenberg
- Cacau Protásio como Regina Santos
- Malu Valle como Myriam Goldenberg
- Mauricio de Barros como Jorge
- Lorena Comparato como Cleide
- Vinicius Wester como Ilan Goldenberg
- Cassio Pandolfh como Rabino Youssef
- Bel Kutner como Sara Goldenberg
- Berta Loran como Berta Goldenberg
- Clementino Kelé como Irandir
- Carla Daniel como Nair Lopes

## Produção
A cineasta Carolina Fioratti foi convidada pelas produtores do filme, Iafa Britz e Carolina Castro, para dirigir o longa-metragem e também colaborar no roteiro, que também tem a ajuda de Marcelo Andrade. A diretora trouxe para o filme elementos de sua própria vida, pelo fato de ter sido criada em uma família que segue os princípios da religião umbandista. Para a construção do roteiro, a equipe contou com consultoria de duas pessoas, Mãe Nancy, líder umbandista, e do professor Michel Gherman, o qual trabalha com o estudo do judaísmo.
Em entrevista à Folha de Pernambuco, a diretora Carolina Fioratti disse sobre a produção do filme:
O filme é uma produção da Midgal Filmes e conta com coprodução da Fox Film do Brasil. As gravações do filme ocorreram em 2018, quatro anos antes de enfim conseguir ser lançado nos cinemas.
Para a preparação de sua personagem, a atriz Cacau Protásio, que segue a religião católica em sua vida pessoal, visitou terreiros de umbanda. Para a atriz, a visita foi essencial para que ela pudesse construir uma mãe de santo respeitando a religião e fugindo de estereótipos comuns na comédia. Durante entrevista para a revista Caras, ela fala: "A gente tem que ter muito cuidado para falar sem debochar, acredito que a gente conseguiu isso, tinha uma mãe de santo dando uma assessoria, ela orientava a gente, porque quando a gente tá fazendo a cena a gente não tá se vendo". Ary França também buscou contato com judeus para a preparação de seu personagem. "Eu tenho a sorte de morar numa cidade assim como o rio multiétnica, então tenho muitos amigos judeus, eles me levaram na sinagoga, fui à casa deles, em cerimônias religiosas, nos jantares, então o personagem foi entrando da forma mais legal possível", disse o ator também entrevista à Caras.

## Lançamento
Após alguns adiamentos em seu lançamento comercial por conta da pandemia de COVID-19, o filme estreou nos cinemas do Brasil a partir de 14 de outubro de 2021 pela Downtown Filmes e Paris Filmes. Após sua temporada nos cinemas, Amarração do Amor estreou com exclusividade no Amazon Prime Video em 14 de dezembro de 2021.

## Recepção

### Crítica
Amarração do Amor teve uma recepção morna. As atuações de Cacau Protásio foram destacadas como o ponto forte do longa-metragem, que acabou ofuscando a comédia romântica central dos protagonistas jovens. O jornal A Gazeta observou o cuidado do roteiro ao abordar temas delicados sobre religião destacando que o filme "é bom quando ousa e representa religiões de maneira nem sempre vista na dramaturgia pop brasileira, mas acaba se esquecendo dos supostos protagonistas de sua comédia romântica"  e conclui que o filme teria maior potencial aproveitado se tivera sido lançado em uma plataforma de streaming como uma opção de entretenimento leve e descontraída.
No Papo de Cinema, Marcelo Müller disse que "evidentemente, a ideia é mostrar que, subtraídas as diferenças, tudo e todos são iguais. E essa dinâmica cansa, bem como a busca infrutífera pela graça nesta comédia."
No CinePOP, Janda Montenegro escreveu que o filme é "bem didático e direto ao ponto" e concluiu que Amarração do Amor é "uma comédia nacional que faz uso do humor para promover a autocrítica e a autoanálise ao grande público, afinal, o respeito às religiões devem acontecer em todas as camadas sociais. É bonito ver um filme que retrate ao grande público os preceitos tanto da umbanda quanto do judaísmo. Quem sabe com a popularização dessas crenças, através do cinema, a intolerância diminua em nosso país."

## Prêmios e indicações
| Ano  | Associações                   | Categoria             | Recipiente(s)     | Resultado | Ref.   |
| ---- | ----------------------------- | --------------------- | ----------------- | --------- | ------ |
| 2022 | Festival Sesc Melhores Filmes | Melhor Filme Nacional | Amarração do Amor | Indicado  |        |
| 2022 | Festival Sesc Melhores Filmes | Melhor Atriz Nacional | Cacau Protásio    | Indicado  | [ 11 ] |
| 2022 | Festival Sesc Melhores Filmes | Melhor Ator Nacional  | Ary França        | Indicado  | [ 11 ] |